# Somerset Maxwell (8e baron Farnham)
Pour les articles homonymes, voir Maxwell.
Somerset Richard Maxwell, 8e baron Farnham (18 octobre 1803 - 4 juin 1884) est un pair irlandais et membre du Parlement.

## Biographie
Il est le fils de Henry Maxwell (6e baron Farnham) et d'Anne Butler. De 1839 à 1840, il est député de Cavan et en 1844 haut shérif de Cavan.
Il se marie deux fois, d'abord le 30 mai 1839 avec Dorothea Pennefather (1824 - 1861), fille de l'éminent juge Richard Pennefather (en) et de son épouse Jane Bennett. Il se remarie le 31 mai 1864 à Mary Anne Delap (décédée en 1873), fille de Samuel Delap de Monellan, comté de Donegal. À la mort de son frère aîné, il devient 8e baron Farnham le 20 août 1868. Il est décédé le 4 juin 1884, sans descendance, et est remplacé par son frère cadet, James Maxwell (9e baron Farnham).